# Jianwen-kejseren
Jianwen-kejseren (建文 pinyin: Jiànwén; født 5. december 1377, død 13. juli 1402), født Zhu Yunwen (朱允炆), regerede Kina som den anden af Ming-dynastiets kejsere, fra 1398 til 1402.

## Liv og virke
Han var søn af kronprins Zhu Biao og barnebarn af Hongwu-kejseren. Kronprins Zhu Biao (朱標) døde i 1392, før han selv kunne arve tronen. Derefter besluttede Hongwu-kejseren, at Zhu Yunwen skulle arve tronen og forbigik derved sine øvrige sønner.
Æranavnet Jianwen, som han valgte, betyder "oprettelse af borgerlig dyd»".
Efter magtskiftet var Jianwen-kejseren stadig ung, kun 21 år, og uerfaren, og dermed kom han hurtigt under stærk indflydelse fra sine rådgivere; særlig de fire i den inderste kreds. Hans regeringstid blev ret kort (1398–1402), for han blev styrtet under en statskup-artet borgerkrig. Foranledningen til oprøret, som startede i 1399, var Jianwens og hans rådgiveres fremstød for at beskære de andre Ming-prinsers privilegier og indtægter. Hungwu-keiserens ældste søn, Zhu Di (prinsen av Yan) fik hæren over på sin side og indtok efter nogen års kampe hovedstaden Nanjing i 1402, afsatte sin nevø og besteg selv tronen som Yongle-kejseren.

## Død og legende
Jianwen og hans konkubiner omkom efter alt at dømme, da kejserpaladset brændte. Sandsynligvis forblev de tilbage i templet netop for, at dette skulle ske; det var dermed tale om mord-selvmord. Jianwen fik en enkel begravelse, men eftersom de forkullede lig ikke lod sig identificere – i hvert fald ikke hans – gav det grundlag for en folkelig legende om, at Jianwen havde reddet sig og strejfede rundt i landet forklædt som fattig tiggermunk. Han skulle have trukket i trådene og forsøgt at igangsætte oprør mod efterfølgeren, måske for at derved kunne vende tilbage og generobre sin trone.
Den nye kejser skal have taget disse spekulationer så alvorligt, at han efter et år på tronen sendte to agenter ud for at lede efter den styrtede kejser. Der opstod rygter om, at en af dem også fandt ham, og til og med havde en samtale med ham. Men eftersom dokumenterne om denne eftersøgning blev ødelagt, kan man ikke sige hvor meget af dette, som er sandt og hvor meget som var løse rygter.

## Posthum historieforfalskning
Yongle-kejseren henrettede Jiangwens nærmeste rådgivere eller spærrede nogle af dem inde på livstid, forbød anekult knyttet til ham, strøg ham fra kejserrækken, forordnede en systematisk manipulation eller slettelse af alle dokumenter fra og spor om hans regeringstid og nægtede at give ham et tempelnavn eller posthumt kejsernavn.
Han beordrede, at alle akter fra Jiangwen-kejserens fireårige styre skulle ændres således, at de blev dateret som år 32 til år 35 af Hongwu-keiserens tid (altså til den kejser som herskede forud for Jianwen-kejseren) for dermed at fremstille sig selv som Hongwu-kejserens retmæssige efterfølger.
De tempelnavne (Huizong 惠宗) og posthume navne (kejser Gongmin Hui 恭閔惠皇帝) han skulle blive kendt under, blev givet flere århundreder senere.
1. ↑  Navnet er anført på engelsk og stammer fra Wikidata hvor navnet endnu ikke findes på dansk.
2. ↑  Navnet er anført på engelsk og stammer fra Wikidata hvor navnet endnu ikke findes på dansk.
3. ↑  Navnet er anført på engelsk og stammer fra Wikidata hvor navnet endnu ikke findes på dansk.
4. ↑  Navnet er anført på engelsk og stammer fra Wikidata hvor navnet endnu ikke findes på dansk.
5. ↑  Navnet er anført på engelsk og stammer fra Wikidata hvor navnet endnu ikke findes på dansk.
6. ↑  Navnet er anført på engelsk og stammer fra Wikidata hvor navnet endnu ikke findes på dansk.
7. ↑  Navnet er anført på engelsk og stammer fra Wikidata hvor navnet endnu ikke findes på dansk.